# 120 minutes de bonheur
 (juin 2020).
Si vous disposez d'ouvrages ou d'articles de référence ou si vous connaissez des sites web de qualité traitant du thème abordé ici, merci de compléter l'article en donnant les références utiles à sa vérifiabilité et en les liant à la section « Notes et références ».
120 minutes de bonheur est une ancienne émission de télévision de divertissement présentée par Arthur et diffusée sur la chaîne de télévision française TF1. Elle est apparue en décembre 2001 à 20h50, et a été diffusée dans un premier temps, de façon trimestrielle.
L'émission est diffusée le 31 décembre 2000, de 22h55 à 0h25, un dimanche soir, rebaptisée 60 minutes avant 2001.
Forte de ce succès, elle accompagne par la suite, à partir du 31 décembre 2000, les téléspectateurs de TF1 vers la nouvelle année et occupe toute la soirée du réveillon de la Saint-Sylvestre du 31 décembre.
L'émission occupe la case du 31 décembre de TF1, de 20h50 à 0h25, de 2001 à 2005.
La dernière émission est diffusée le 31 décembre 2005, pour laisser place en 2006, aux Enfants du 31, toujours présentée par Arthur. (Les enfants du 31 est un remix des enfants de la télé et de 120 minutes de bonheur).
Lors de sa création, en 1999, l'émission se base essentiellement sur des images bêtisiers du monde entier ; ce n'est que lorsqu'elle devient le rendez-vous du réveillon de fin d'année, qu'elle se concentrera sur les émissions de TF1, afin de rassembler les animateurs de la chaîne sur son grand plateau.
120 minutes de bonheur n'est plus diffusée depuis le 31 décembre 2005.